# Xenoglena chrysobothroides
Xenoglena chrysobothroides is een keversoort uit de familie schorsknaagkevers (Trogossitidae). De wetenschappelijke naam van de soort werd in 1897 gepubliceerd door Albert Léveillé.